# Annaklych Atáyev
Annaklych Atáyev (en ruso: Аннаклыч Атаев, Beredent, 1912-Bélaya Kalitvá, 1943) fue un soldado soviético, comandante del 1.er Escuadrón del 294.º Regimiento de Caballería de la 112.ª División Voluntaria de Caballería Bashkiria del 8.º Cuerpo de Caballería del 5ª Ejército de Tanques del Frente del Sudoeste. Obtuvo el grado de teniente y el título de Héroe de la Unión Soviética (póstumo).

## Biografía
Nació en 1912 en Bederkent (actual etrap de Görogly, vilayato de Daşoguz, Turkmenistán), en el Imperio ruso, en el seno de una familia campesina turkmena. Finalizó los estudios del Instituto Técnico de Pedagogía de Chardzhou, trabajando más tarde como director de la escuela del asentamiento de tipo urbano de Tagta y como instructor del sóviet del OSOAVIAJIM del óblast de Tashauz (actual provincia de Daşoguz).
Se alistó en el Ejército Rojo entre 1934 y 1937 y nuevamente desde 1941, participando en la Gran Guerra Patria desde 1942, como comandante del 1.er Escuadrón del 294º Regimiento de Caballería de la 112.ª División Voluntaria de Caballería Bashkiria del 8º Cuerpo de Caballería del 5ª Ejército de Tanques del Frente del Sudoeste.
El 21 de enero de 1943, el escuadrón de Atáyev capturó una elevación del terreno (79.9 m) dominante junto a Bélaya Kalitvá (óblast de Rostov), defendiéndola con 29 soldados y escaso armamento hasta la llegada de refuerzos. Durante dos días resistieron hasta siete contraataques de las tropas de la Wehrmacht nazi, liquidando a unos 300 soldados alemanes, tres tanques y un coche blindado. Atáyev murió el 22 de enero. Fue enterrado en Bélaya Kalitvá en la plaza de los Combatientes Caídos.

## Condecoraciones
Le fue concedida la Orden de Lenin y la máxima condecoración de la república de Turkmenistán - Héroe de Turkmenistán. El 13 de marzo de 1943, por ukaz de la Presidencia del Soviet Supremo de la Unión Soviética le era concedido el título de Héroe de la Unión Soviética. Todos los combatientes que cayeron a su lado defendiendo la colina recibieron la Orden de la Guerra Patria de 1ª clase. 
En el lugar donde murieron Atáyev y sus soldados, se erigió un obelisco de 3 m de altura de mármol blanco, erigido en 1968 -25º Aniversario de la liberación de Bélaya Kalitvá- y bautizado como "Colina de la Inmortalidad" (Высотой Бессмертия). El nombre de Annaklych Atáyev y de los otros 78 Héroes de la Unión Soviética de la 112 División de Caballería Bashkiria, se hallan escritos con letras doradas en las placas conmemorativas en el Museo Nacional de la República de Baskortostán (calle Sovétskaya, 14, Ufá) y en el Museo de la 112.ª División (calle Levitana, Ufá). 
La escuela n.º 2 de Bélaya Kalitvá lleva su nombre.